# Миланское герцогство
Миланское герцогство (итал. Ducato di Milano, ломб. Ducaa de Milan, лат. Ducatus Mediolanensis) — государство в Северной Италии, существовавшее в составе Священной Римской империи в 1395—1556 годах, затем владение Испании в 1556—1714 годах и Австрии в 1714—1797 годах, с центром в городе Милан. Возникнув как результат территориальной экспансии городского самоуправления Милана и амбиций стоявшего во главе республики семейства Висконти, герцогство быстро достигло политической и экономической мощи. Однако становление централизованных государств в заальпийской Европе сделало Милан объектом завоевательной политики его более сильных соседей. В итоге длительного военного противостояния Миланское герцогство, в отличие от других крупных государственных образований Северной и Центральной Италии, не смогло сохранить независимость, на триста лет став плацдармом иностранного присутствия на важнейшем «перекрёстке» Европы.

## Предыстория
В раннее Средневековье Северная Италия объединялась под короной остготских, а затем лангобардских королей. В VIII веке Лангобардское королевство было завоёвано Карлом Великим, включившим его в состав своей империи как вассальное Итальянское королевство. После распада империи Карла Великого королевство стало независимым, но в середине X века его завоевал Оттон I, основатель Священной Римской империи, правители которой с тех пор использовали, в частности, титул «король Италии» (лат. Rex Italiae).
С этого времени Северная Италия была административно поделена на три марки, управляемые от имени императора сперва имперскими графами, а позже маркизами или маркграфами из местных благородных семейств. Милан вместе с Генуей вошёл в состав Восточно-Лигурийской марки, возглавляемой с начала XI века представителями дома Эсте. Однако рост коммунального движения привёл к ослаблению влияния этого института власти и сделал основой политической карты Италии города́ вместо навязанных извне полуискусственных территориальных объединений. Уже в XII веке Фридрих Барбаросса попытался обновить систему имперского представительства в Италии введением в городах подестата.
Обособлению Италии немало способствовало противостояние императоров с римскими папами (так называемая борьба за инвеституру). В этот период самостоятельная экономическая политика североитальянских городов во многом определила их оппозиционность императорам, приведшую к открытым конфликтам в XII веке (см. Ломбардская лига), когда Милан подвергся разгрому армией Фридриха Барбароссы. Разрушенный до основания, город, тем не менее, довольно быстро восстановил свои силу и значение.
В последующие века Милан оставался крупнейшей ломбардской коммуной и центром митрополии. С XII века власть в городе наследовали представители гвельфского семейства делла Торре, в 1277 году в ожесточённой борьбе уступившие первенство в синьории миланскому архиепископу Оттоне Висконти. С этого времени (с перерывом на 1302—1311 годы, когда ненадолго вернулись делла Торре) власть в республике аккумулировал в своих руках патрицианский род Висконти, опиравшийся на поддержку императоров. С XIV века его влияние распространилось на соседние коммуны.

## Статус

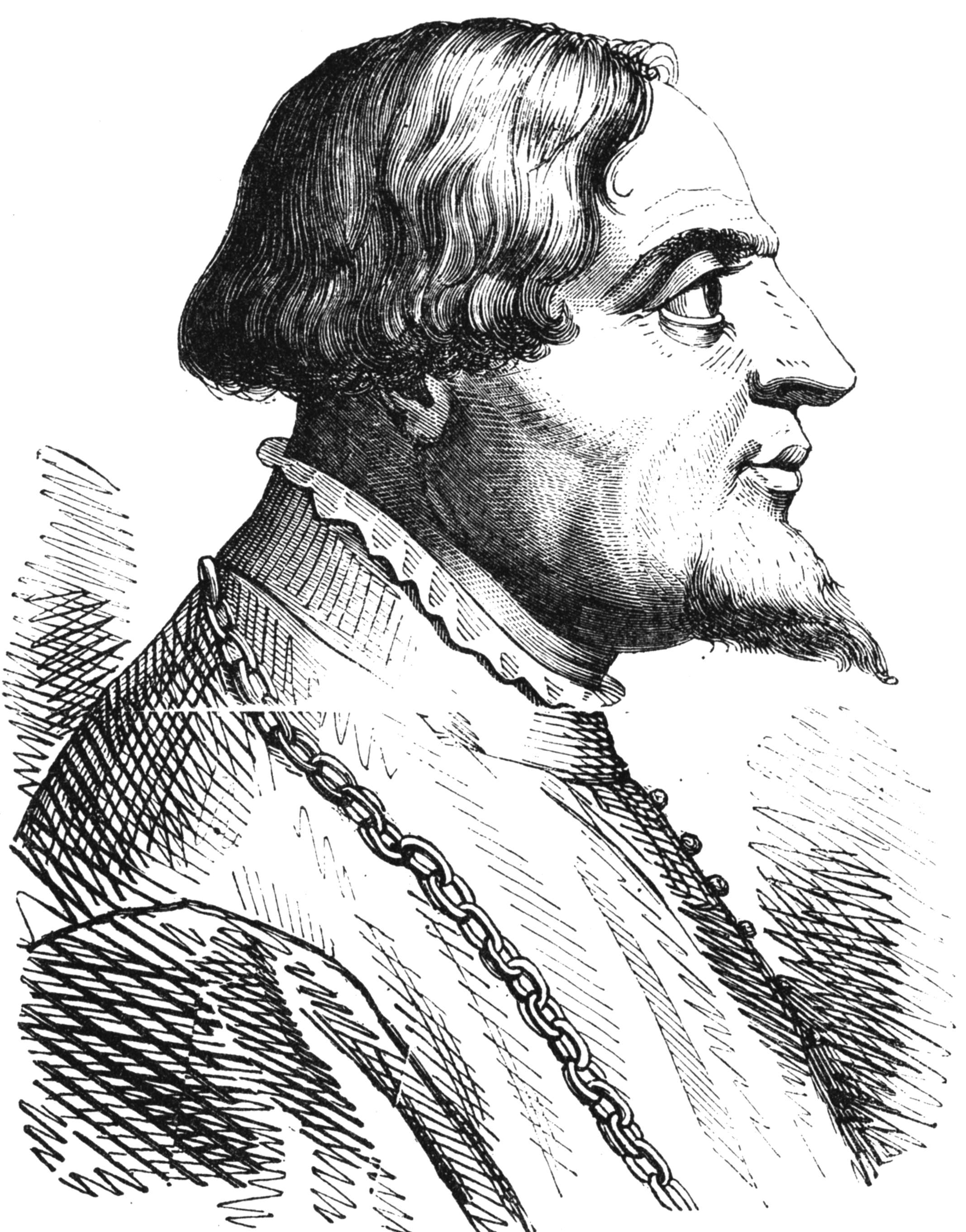
Джангалеаццо Висконти, гравюра XIX века

Официально герцогство было учреждено 11 мая 1395 года, когда миланский подеста Джан Галеаццо Висконти принял из рук римского короля (именование правителей Священной Римской империи до коронации папой) Венцеля I титул герцога Милана.
Следует иметь в виду, что лояльность императорам и вассалитет империи не тождественны друг другу. Независимо от того, принадлежала власть в городе сторонникам императоров или пап, Милан номинально оставался частью фиктивного к тому времени королевства Италия — одного из трёх (наряду с Германией и Бургундией), составлявших империю как всеевропейскую (в идеале) монархию. Даже Тоскана, где с 1277 года власть прочно удерживали гвельфы, формально оставалась форпостом империи на полуострове.
В действительности после Фридриха II походы императоров в Италию не возобновлялись, их власть всё более оказывалась лишь юридической фикцией. Её не оспаривали: миланские герцоги не короновались железной ломбардской короной — эта прерогатива сохранялась за императорами. С другой стороны, автономия итальянских коммун и деспотий была неограниченной, центральная власть не имела возможности воспрепятствовать, к примеру, заключению правящими домами Италии династических союзов или военных альянсов с врагами императора. Результаты административных реформ 1495—1500 годов, предпринятых Максимилианом I, подтвердили фактическую роль Северной Италии в общеимперских делах: вместе с Богемией и Швейцарией, также вассалами Вены, она не вошла в систему округов, определявших роль отдельных государств в едином организме империи.
Ориентация Висконти на империю не была безоговорочной: тонкий политик, Джангалеаццо избегал опираться на единственного покровителя. Женатый на дочери французского короля Иоанна Доброго, он сосватал свою дочь Валентину за младшего брата короля Карла VI. Однако разворот Франции в сторону союза с Флоренцией — врагом Милана — заставили Висконти искать более тесного альянса с императором. Эта коллизия нашла отражение в эволюции символики герцогства: почти одновременно Джангалеаццо получил от французского короля и императора право дополнить родовую эмблему Висконти гербами их государств, однако в этот раз выбор был уже сделан. Родовой герб Висконти, Бисцион, дополнился императорскими черными орлами на золотом поле.
В дальнейшем политика герцогов строилась на поиске равновесия между этими двумя силами.
Как и в других политических центрах Италии, установление деспотии не означало юридического упразднения демократических институтов, но лишь маргинализацию их роли: олигархический Совет Девятисот сохранил свой статус органа республиканского самоуправления, временами оказывая давление на герцогов и оставаясь в периоды ослабления власти последних выразителем идей коммунальной автономии.

## Территория
Согласно имперской грамоте 1397 года, за Висконти, помимо Милана, признавалась власть над западноломбардскими городами Бергамо, Боббьо, Бормио, Брешиа, Верона, Каррара, Комо, Крема, Кремона, Лоди, Парма, Пьяченца, Понтремоли, Реджо, Рива-дель-Гарда, Сончино, Тортона, Тренто, Фиденца, восточноломбардскими Бассано-дель-Граппа, Беллуно, Верона, Виченца, Фельтре, а также Алессандрией, Асти, Верчелли, Новарой, Нови, Рокка-д'Араццо и Сардзаной в Пьемонте и Лигурии.
Границы герцогства менялись в различные периоды, но ядром его территории оставалась Ломбардия (за исключением Мантуи, управляемой семейством Гонзага) — преимущественно равнинная местность, понижающаяся от предгорий Альп к югу, окаймлённая с запада Аппенинами, с юга — долиной реки По и простирающаяся на восток до территорий, столетиями контролируемых Венецианской республикой.
Милан проводил агрессивную внешнюю политику, расширившись до предгорий Альп (позднейший кантон Тичино, см. Беллинцона, битва при Арбедо) и оспаривая территории у Венеции, Савойи, Лигурии и коммун Тосканы. Трижды (в 1421, 1463 и 1488 годах) миланские войска оккупировали Геную. Максимальная экспансия Милана приходится на конец XIV века, когда в правление первого герцога миланцам удалось овладеть Падуей (1388—1390 годы) и даже некоторое время удерживать в сфере своего влияния Лукку, Пизу, Сиену и Перуджу — государства в буферной зоне Флорентийской республики. Впрочем, доминирование в Тоскане было непродолжительным: смерть в 1402 году Джангалеаццо Висконти и реванш Флоренции заставили миланцев очистить Центральную Италию. Итогом последовавшей затем серии военных конфликтов с Венецией и Флоренцией, не давшей перевеса ни одной из сторон, стало заключение в 1454 году Лодийского мира, на полстолетия определившего баланс основных сил на полуострове. Граница с Венецией установилась по реке Адде.

## Висконти и Сфорца

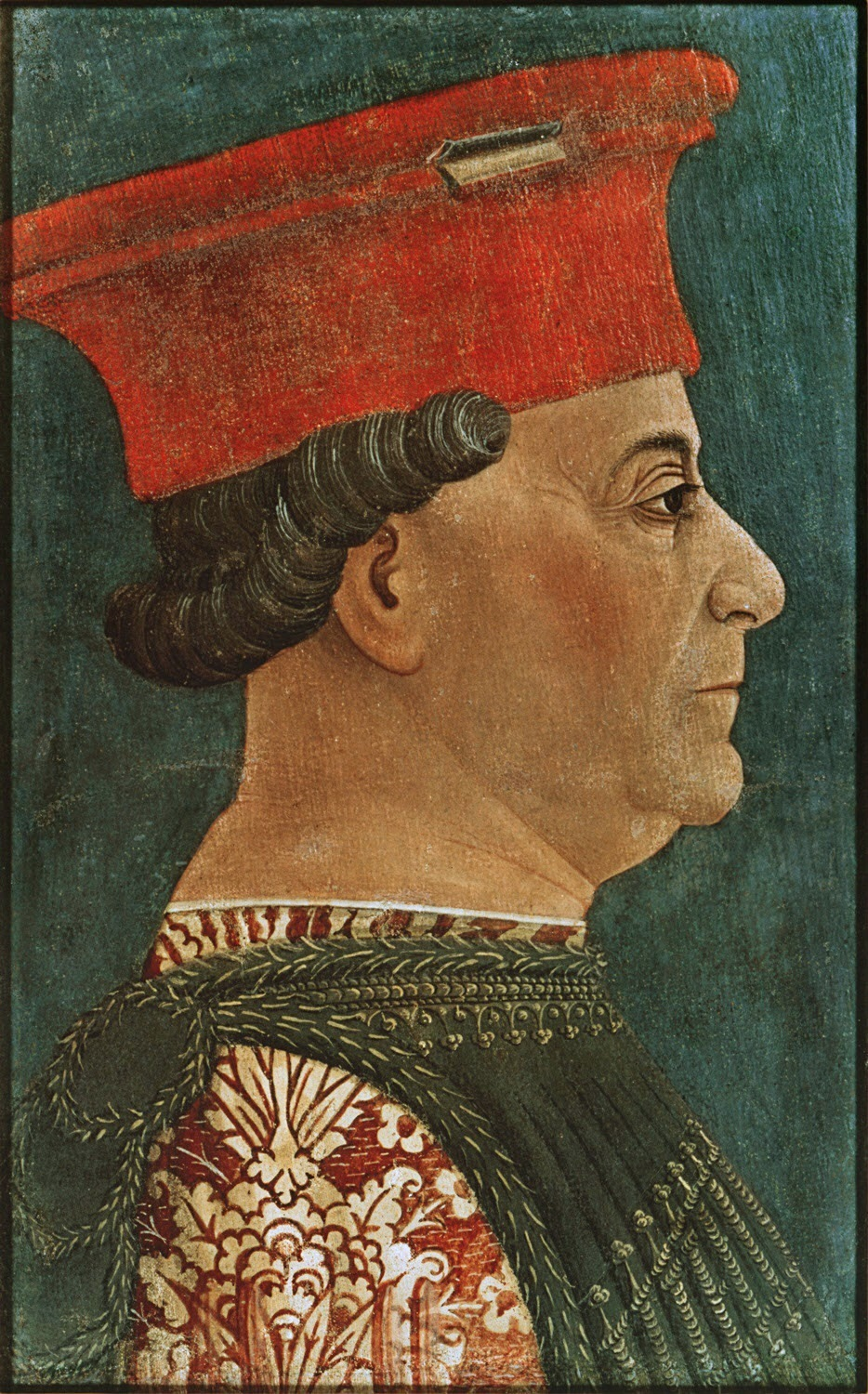
Франческо Сфорца, Бонифачо Бембо,
пинакотека Брера, Милан

В середине XV века страну постиг династический кризис: пресечение мужской линии прямых наследников Джангалеаццо Висконти в 1447 году позволило миланской знати на короткое время установить олигархическую Амброзианскую республику (по имени покровителя Милана Святого Амвросия), однако неэффективность управления, приведшая в условиях войны с Венецией к голодному бунту, стала причиной того, что уже в 1450 году приглашённый Миланом кондотьер (и зять покойного герцога Филиппо Мария Висконти) Франческо Сфорца принял от городской синьории титул герцога Милана.
Сфорца унаследовали как тиранический стиль правления, так и внешнеполитическую активность своих предшественников. Серией династических союзов потомки Франческо Сфорца породнились с Савойским домом и феррарскими Эсте, представители побочных ветвей миланских Сфорца правили в XV веке в небольших синьориях Тосканы и Марок — Пезаро и Санта-Фьора. Последовательными браками с королевской династией Неаполя Сфорца приобрели личные права на титул герцогов Бари. В то же время дорого стоивший казне мезальянс с Габсбургами не принёс ожидаемых долгосрочных выгод: выданная в 1495 году замуж за будущего императора Максимилиана Бьянка Мария Сфорца детей не имела.

## Экономическое и культурное значение
Своим экономическим и политическим значением Ломбардия обязана географическому положению, позволявшему контролировать торговые пути между Италией и Центральной Европой, проходившие по альпийским перевалам. Расцвет городов, характерный для Италии в Средние века, её положение на перекрёстке основных торговых путей тогдашней Европы, относительная независимость от притязаний империи и папской власти способствовали раннему развитию здесь форм торгового капитализма. Общественно-экономические институты городов-государств были развиты сильнее, чем в феодальных доменах и городах, строивших сложные взаимоотношения со светской и церковной властью. Финансовой активностью североитальянских коммун объясняется появление уже в XIII веке в европейских языках термина «ломбард».
Помимо трансальпийского транзита, территория герцогства предоставляет собственные полезные ресурсы. Если Верхняя Ломбардия — край вересковых пустошей, чья роль в экономике региона никогда не была заметной, то Средняя Ломбардия являет собой плато, в котором располагались пространные пастбища и издавна культивировались злаковые и тутовник. Наконец, Нижняя Ломбардия — аллювиальная равнина, соединяющая поймы левых притоков По — Тичино, Адды, Ольо и Минчо, ставшая в конце Средних веков средоточием промышленности и колыбелью экономической мощи государства, здесь располагаются города Милан и Монца. Начиная примерно с XII века эта заболоченная низменность подвергалась преобразованию человеческими усилиями. В 1257 году была завершена прокладка 50-километрового судоходного канала Naviglio Grande, соединившего Милан с рекой Тичино. С XIV века Нижняя Ломбардия покрылась сетью ирригационных каналов. В следующем веке к Милану со стороны Адды был подведён ещё один канал — Мартезана, расширенный в 1573 году и ставший судоходным. В XVI веке в Нижней Ломбардии начато возделывание риса, совершившего своеобразную сельскохозяйственную революцию: затопляемые земли перестали быть проблемой Ломбардии. Это способствовало усилению имущественного неравенства — низкооплачиваемый сезонный труд батраков с одной стороны, концентрация значительных средств в руках крупных земельных собственников — новых капиталистов — с другой.
В период независимости герцогство имело развитую для своего времени мануфактурную промышленность, экспортировало сельскохозяйственную продукцию, лес, мрамор и шёлк. Милан (в одном ряду с Аугсбургом и Толедо) был признанным центром оружейного дела (ср. миланский доспех), а также производителем ювелирных украшений, шерсти и хлопчатобумажных тканей. Экономическое развитие Милана выдвинуло герцогство в ряд первенствующих государств Италии, обеспечив также взлёт его культурного значения. Уже в правление первого герцога здесь строится величайший образец «немецкого стиля» (готики) по эту сторону Альп — Миланский собор, появляется один из значительных памятников кватроченто — павийская Чертоза, расширяется и обновляется древний Павийский университет.
В правление Лодовико Сфорца миланский двор соперничал с папским и флорентийским, здесь поощрялись науки и искусства. В 1482 году в Милан был приглашён Леонардо да Винчи, получивший от герцога придворную должность. В это же время в Милане работал Донато Браманте. Впрочем, собственно ломбардская школа восприняла Возрождение скорее как заимствование: живопись, скульптура и архитектура в этой части Италии долго сохраняют готические влияния, тяготея к самодовлеющей декоративности, перегруженности и тяжеловесности, чуждой ренессансной гармонии современного им искусства Тосканы. Среди художников местной традиции выделяются Винченцо Фоппа, Гауденцио Феррари, Андреа Соларио, Брамантино.
С Миланом связано творчество архитектора и инженера Антонио Филарете, здесь им была разработана теория идеального города: равнины Падании давали больше простора геометрическим градостроительным фантазиям, чем отроги Аппенин Средней Италии. Слава североитальянских архитекторов и инженеров перешагнула границы романо-германской Европы — в 1470—1480-х годах болонец Аристотель Фьораванти занимался перестройкой кремлёвских соборов в Москве, строительные приёмы самого Кремля, в частности, знаменитый силуэт его стен, обнаруживают сильнейшее ломбардское влияние.
«Золотой век» герцогства закончился внезапно: страна была втянута в Итальянские войны, Лудовико Моро изгнан французами, Леонардо да Винчи и Браманте покинули Милан.

## Утрата независимости

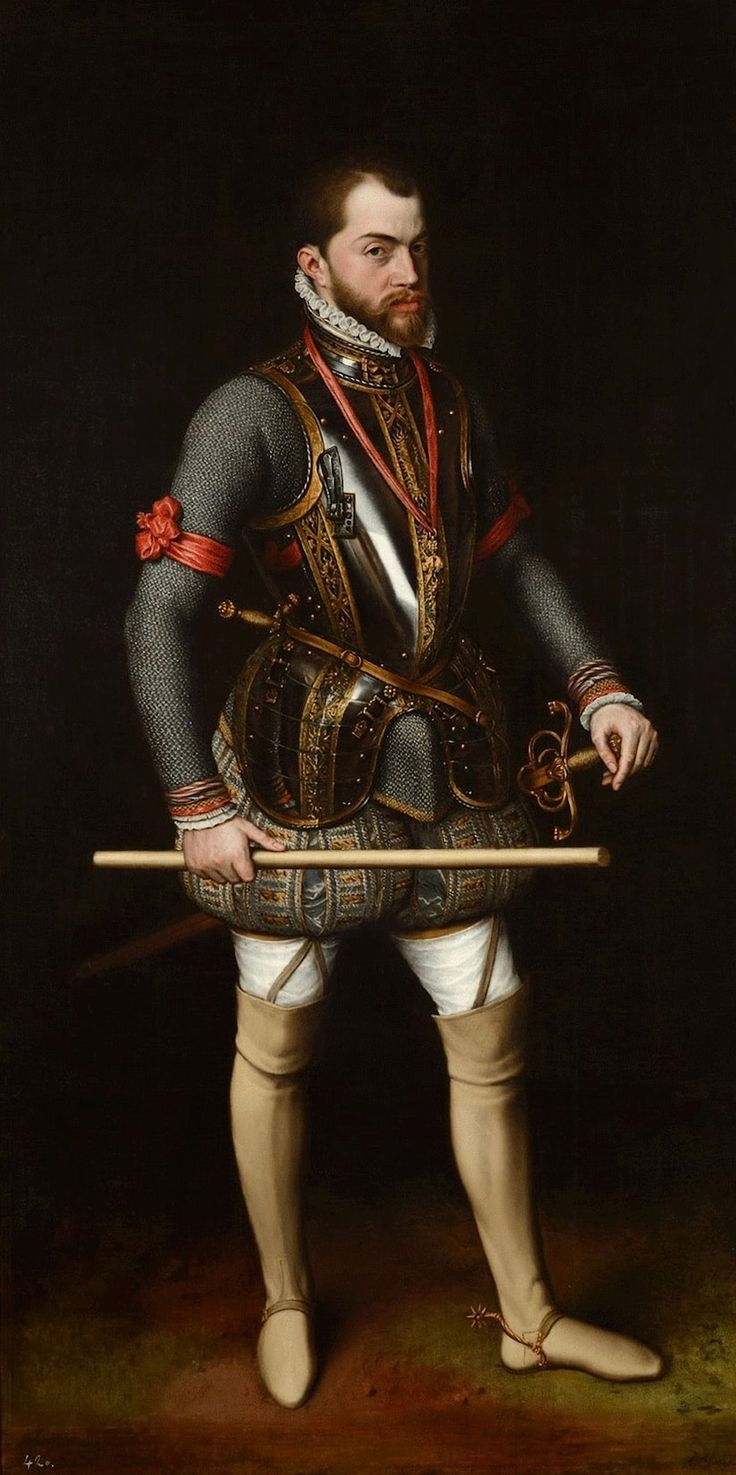
Филипп II, король Испании, первый герцог Милана из династии Габсбургов,
Антонис Мор, Эскориал

Status quo, установленный Лодийским миром, сохранялся до 1494 года, когда Франция предъявила претензии на неаполитанское наследство. Миланский герцог Лодовико Моро поддержал короля Карла VIII и вторжение французов на полуостров положило начало длительной череде войн, вовлекших основные европейские силы.
Первоначальные успехи Франции, угрожавшие суверенитету итальянских республик и сеньорий (Карл в течение 1495 года прошёл всю Италию до Неаполя, захватывая столицы и истребляя гарнизоны), заставили Милан пересмотреть свою позицию в этом конфликте и присоединиться к Венецианской лиге против Франции. Изгнанные с полуострова, французы вскоре вернулись: преемник Карла Людовик XII, стараясь закрепиться в Италии, в 1499—1500 годах захватил Милан. Для этого существовали династические предпосылки: будучи внуком Валентины Висконти, дочери Джангалеаццо Висконти, Людовик оказывался легитимным преемником первых герцогов, чей трон к тому времени занимали «безродные» Сфорца. В результате Милан оказался одним из центров противостояния Франции и Габсбургов: каждая новая война между этими силами в XVI—XVIII веках, возобновляя спор о правах на бургундское наследство, также неизбежно ставила вопрос о гегемонии в Ломбардии. Усиление Габсбургов при Карле V и экспансионистские планы нового французского короля Франциска I вылились в мощное противоборство, ознаменовавшее приход Нового времени в политике и военном деле Европы. Те же обстоятельства, что в своё время обеспечили становление и процветание Миланского герцогства, теперь сделали его яблоком раздора в споре больших европейских сил: самим миланцам приходилось лишь балансировать в этой игре, поддерживая то французского короля, то императора. Сокрушительное поражение французов при Павии в 1525 году, предавшее Франциска в руки испанцев, заставили того в 1526 году отказаться от своих претензий на Милан. Однако уже в том же году «король-рыцарь» вновь — в нарушение условий только что заключённого Мадридского договора — созданием антииспанской коалиции попытался оспорить гегемонию Карла V в Северной Италии. Но ни в эту, ни в последующие войны столетия попытки Франции закрепиться в регионе не увенчались успехом. В результате Итальянских войн герцогство, многократно разоряемое противоборствующими армиями, по смерти последнего Сфорца — Франческо II — в 1535 году вошло в состав испанских владений в Италии. Мирный договор, завершивший в 1559 году Итальянские войны, закрепил международное признание прав на Ломбардию испанской короны.

## Под властью Габсбургов

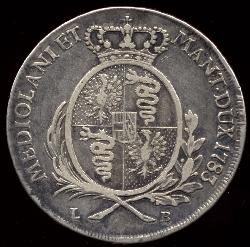
Миланский скудо 1783 г. Текст: «Mediolani et Mant[uae] Dux 1783». Малый щит, наложенный на миланский герб, представляет цвета лотарингских Габсбургов

С 1535 по 1706 годы Миланское герцогство управлялось испанскими губернаторами (причём герцогский титул, начиная с Филиппа II, удерживали за собой испанские монархи). В 1545 году из его состава в пользу Святого Престола, поддержавшего в минувшем конфликте Карла V, было выделено герцогство Пармское. Этот период связан с именами Св. Карла и Федерико Борромеев, архиепископов Миланских, содействовавших превращению Милана в один из центров Контрреформации, но также инициировавших рост его культурного значения: к этому времени относится возникновение Амброзианской библиотеки (1600-е годы), Амброзианской пинакотеки (1618 год) и Амброзианской художественной академии (1621 год).
В период Тридцатилетней войны пограничной «горячей точкой» в новом споре Франции и Испании за Северную Италию стали буферные государства на границах Миланского герцогства — Монферрат и Мантуя (см. Война за мантуанское наследство). Французское влияние возрастало в соседнем Пьемонте.
В самом Милане в этот период испанское присутствие оставалось достаточно прочным. В качестве испанского анклава герцогство пережило один из наименее драматических периодов своей истории: в XVII веке насильственная смена власти и иностранные вторжения обошли Милан стороной. Из потрясений этого столетия следует упомянуть эпидемию чумы 1628—1631 годов.
«Век Разума» принёс Северной Италии новые бури. Деградация Испании как политической силы всеевропейского значения привела к тому, что к концу XVII века Миланское герцогство оказалось в центре столкновения интересов Австрии, Сардинии (монархия, объединявшая под короной савойского дома Пьемонт, Савойю и остров Сардиния) и Франции (см. Война за испанское наследство). Последняя, являясь теперь союзником Испании (вскоре её трон занял родственник Людовика XIV Филипп), рассматривала испанские владения как плацдарм для усиления своего влияния. Но притязания Людовика на гегемонию в Европе заставили объединиться против него основные европейские силы. В результате политические последствия тяжело давшейся французам победы в длительной войне не принесли Франции ожидаемых плодов: усилиями её противников наследство испанских Габсбургов на континенте — в Италии и Нидерландах — перешло под управление австрийских Габсбургов. Раштаттский мир 1714 года подтвердил права Вены на бывшие испанские территории — включая Милан.
Война за польское наследство вновь поставила вопрос о притязаниях на Ломбардию противников Габсбургов. Поощряемый Францией, сардинский король Карл Эммануил III в 1734 году занял Милан и по Венскому договору 1738 года добился признания за собой прав на Новару и Тортону.
Последовавшая вскоре за тем Война за австрийское наследство стоила Милану Павии, также потерянной герцогством в пользу Пьемонта. К территориальным приобретениям Милана в «австрийский период» следует отнести кратковременное вхождение в его состав Мантуанского герцогства (1786—1791 годы).

## Губернаторы и вице-короли
Называя себя герцогами Милана, иностранные монархи нуждались в сильном и деятельном представительстве своей власти на спорной территории. Вследствие важности, придаваемой метрополиями удержанию контроля над Ломбардией, среди миланских наместников можно встретить имена знаменитых полководцев: так, в короткий французский период герцогством от имени Людовика XII, а затем Франциска I управляли, в частности, Гастон де Фуа и коннетабль Карл Бурбон, впоследствии приведший императорскую армию под стены Рима, в эпоху испанского доминирования в череде миланских губернаторов заметны герцог Альба и Амбросио Спинола, а первым имперским генерал-губернатором Милана был генералиссимус Евгений Савойский.
Встречающееся иногда в литературе титулование монарших представителей в герцогстве вице-королями Милана корректно лишь в случае Карла Бурбона, действительно носившего этот титул (фр. vice-roi du Milanais) в 1516—1521 годах, испанские же наместники именовались губернаторами (исп. gobernador), поскольку в числе испанских вице-королевств Миланское герцогство никогда не фигурировало. Имперских представителей принято называть генерал-губернаторами (нем. Generalgouverneur). Впрочем, Франция дала Милану ещё одного вице-короля: в наполеоновский период город служил резиденцией правителя новообразованного Итальянского королевства Евгения Богарне. Впоследствии аналогичный титул носили также наместники австрийского императора, бывшего сюзереном Ломбардии и Венеции. Однако следует иметь в виду, что в первом случае титул звучит как «вице-король Италии» (итал. viceré d'Italia, фр. vice-roi d'Italie), а во втором — «вице-король Ломбардо-Венецианского королевства» (итал. viceré del Lombardo-Veneto, нем. Vizekönig der Lombardei und Venedigs).

## Конец герцогства

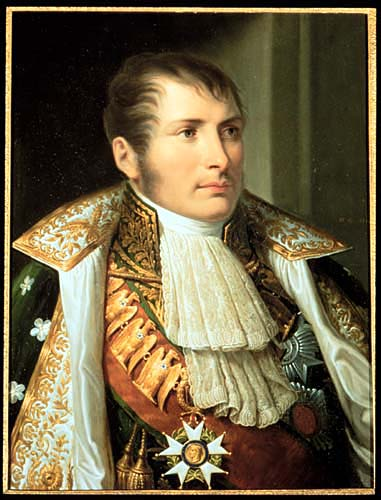
Евгений Богарне,
вице-король Италии
в 1805—1814 гг.,
Андреа Аппьяни, музей Коррер, Венеция

Миланское герцогство просуществовало до 1796 года (официально — до 1797 года, см. Кампо-Формийский мир), когда в ходе Революционных войн на его территории была создана Транспаданская, а вскоре за тем Цизальпинская республика со столицей в Милане. Успех Итальянского похода Суворова (в 1799 году русские войска вступили в Милан) способствовал изгнанию французов из Северной Италии, однако уже в следующем году Франция восстановила своё присутствие в этом регионе: победа французов при Маренго и Люневильский мир закрепили независимость республики от австрийских притязаний. В 1802 году Цизальпинская республика была реорганизована в Итальянскую республику, чьим президентом стал Наполеон Бонапарт. После провозглашения Наполеона Императором французов (1804 год) она, как и другие государства-сателлиты Франции, была преобразована в монархию — Итальянское королевство, причём королевский титул (итал. re d'Italia) принял в 1805 году сам Наполеон (фактически административные функции с титулом вице-короля были возложены на Евгения Богарне). Поражения Франции в 1813—1814 годах и падение Империи вернули Северную Италию в сферу влияния Австрии. На Венском конгрессе 1814—1815 годов было решено не восстанавливать Миланское герцогство. Его территория вошла в состав вассального Австрии Ломбардо-Венецианского королевства.
В ходе объединения Италии (Рисорджименто) в 1859 году Ломбардия стала частью объединённого Итальянского королевства, предтечи позднейшей Итальянской республики.

## В литературе
В романе Умберто Эко «Баудолино» (2000 год) изображено разрушение Милана в 1162 году Фридрихом Барбароссой — ранняя и самая яркая в истории Северной Италии попытка подавления центральной властью сепаратизма в регионе, где впоследствии образовалось сильное государство.
Правление первых герцогов Милана изображено в романе Р. Сабатини «Белларион» (1926 год).
Действие романа Алессандро Мандзони «Обручённые» (1822 год) разворачивается на фоне панорамы событий общественной жизни Ломбардии первой половины XVII века.
В первой части романа Стендаля «Пармская обитель» (1839 год) описываются события и настроения, связанные с установлением республиканского правления в Северной Италии в 1796 году.